# Gailingen am Hochrhein
Gailingen am Hochrhein è un comune tedesco di 3 070 abitanti, situato nel land del Baden-Württemberg.